# Elatostema inaequilobum
Elatostema inaequilobum är en nässelväxtart som beskrevs av Henry Nicholas Ridley. Elatostema inaequilobum ingår i släktet Elatostema och familjen nässelväxter. Inga underarter finns listade i Catalogue of Life.